# مدونة موضة
مدونات الأزياء هي مدونات الموضة، التي تغطي صناعة الأزياء، والملابس، ونمط الحياة.

## التعريف
يمكن أن تغطي المدونة مجموعة واسعة من المواضيع، مثل: عناصر محددة من الملابس والإكسسوارات، ونصائح الجمال، وآخر صيحات الموضة في الأسواق المختلفة، (الأزياء الراقية، والأزياء الجاهزة، ما إلى ذلك)، وخيارات أزياء المشاهير وصيحات الموضة في الشوارع. إنها تغطي الموضة على جميع المستويات، من أكبر دور تصميم الأزياء إلى أصغر معايير المصممين المستقلين.
يمكن تصنيف العديد من مدونات الأزياء أيضًا بوصفها مدونات تسوق، على غرار محتوى مجلات الموضة. بدأ بعض تجار التجزئة بصناعة الأزياء بالتسويق للترويج لمنتجاتها.
تركز بعض المدونات إلى حد كبير على نصائح الموضة، وتضم مقالات إرشادية للقارئ العادي. تناقش المقالات مُلاءمة الملابس ومطابقة الألوان واستكمالها، وغيرها من المعلومات حول ارتداء الملابس ورعايتها إلى جانب المشورة الإلزامية بشأن الالتزام بالمعايير الأساسية وصيحات الموضة.
الموضة هي صناعة بمليارات الدولارات لها تأثير كبير في الطريقة التي يرتدي بها الناس العاديون ملابسهم ويقدمون أنفسهم، ويعتمد إلى حد كبير على وسائل الإعلام والإعلان لتوصيل تفضيلات المنتج وأهدافه والتأثير في الإدراك العام من طريق أنواع مختلفة من الدعاية. وفي الوقت نفسه، يمكن أن تتأثر الموضة بالتغيير الاجتماعي والخارجة عن سيطرة المنتج أو بائع التجزئة أو المعلن. ولأنها مدفوعة بصيحات الموضة داخل صناعة الأزياء وخارجها، فإن مدونات الأزياء وغيرها من «وسائل الإعلام الجديدة» الخارجة عن سيطرة المؤسسة التقليدية تمثل ابتكارًا مدمرًا للديناميكيات الاجتماعية لوسائل الإعلام واستهلاك الأزياء في المجتمع الاستهلاكي الحديث.
سيكون للمدونات تأثير كبير على المدى الطويل في الصناعة، مع استمرار عدد المدونات القائمة على الموضة في النمو، مع تزايد أعداد المستهلكين القادرين على إنشاء وتعديل وسائل الإعلام التي يستهلكونها، والمنتجين والمعلنين التقليديين الذين يكيفون ممارساتهم لتجنب تخفيف تأثيرهم الخاص.

## من وجهة نظر الصناعة
أخذ (أصحاب ومصممو شولر برونيزا) خلال أسبوع الموضة  في مدينة نيويورك 2011، كبار مصممي الأزياء لازارو هيرنانديز وجاك ماكلولو من الوقت في «جدول أعمالهم المزدحم» للمساعدة على ترويج عمل مدوني للأزياء. وقد أجرى عمران أميض، مؤسس وتحرير موقع بيزنس أوف فاشن مقابلة مع الاثنين. في مقابلة طويلة استغرقت 5:15 دقيقة، طُرحت أسئلة مختلفة على مصممي الأزياء من جمهور من مدوني الأزياء، متضمنةً آرائهم الشخصية حول آثار كتابة مدونة الأزياء، وكيف تؤثر في صناعة الأزياء بالكامل؟، وكيف تؤثر مشاركات مدونة الأزياء في عملية التصميم والبيع؟. وعندما سئل عن أفكارهم حول التأثير العام لمدونات الموضة، قال ماكولو: «مدونات تنشر أشياء عنا، تنتشر بنحو فيروسي، تنتشر في جميع أنحاء الإنترنت... لها تأثير غير عادي في الأعمال التجارية».
وذكروا أيضًا كيف كان عليهم في الماضي الانتظار مدة ثلاثة أو أربعة أيام لسماع مراجعة حول الاستعراضات على الإنترنت، ولكن الآن تأتي ردود الفعل على الفور تقريبًا. وعندما سئلوا عن كيفية تأثير المدونات بنحو مباشر في تصاميمهم الخاصة، أوضحوا أنه رغم أنهم يقرؤون العديد من المدونات يوميًا، فإنهم يحاولون أخذ كل انتقاد (إيجابي أو سلبي) بحبة ملح، «نحاول ألا نستحوذ عليه»، حسبما ذكر ماكولو.
ذكرت جيني جايكوب، مؤسس مدونة الأزياء المستقلة (أ.ف.ب)، مدى سعادتها بالحصول على المصادقة من مصممي الأزياء الراقية (مثل بروزينا سوشلر)، أن مدونات الموضة لها تأثير لا يصدق في عالم الموضة  وصرح عمران بأنه سيكون هنالك دائمًا مصممون ومحررون لن يلفّوا رؤوسهم تمامًا بالتأثير الهائل لمدونات الموضة ووسائل التواصل الاجتماعي في الصناعة، ولكن على الجانب الآخر من الطيف، هنالك العديد من المصممين والمحررين والعلامات التجارية والكتاب الذين يفهمون و«يأتون». ويذكر أيضًا أن هذه ظاهرة جديدة إلى حد ما ستستغرق وقتًا حتى يجني عالم الموضة الفوائد الكاملة.